# Liverpool F.C. 4–3 Newcastle United F.C. (1996)
Vào ngày 3 tháng 4 năm 1996, Liverpool đã đối đầu với Newcastle United trong một trận đấu tại Giải bóng đá Ngoại hạng Anh mùa bóng 1995–96 trên sân Anfield. Liverpool đã giành chiến thắng chung cuộc với tỷ số 4–3 nhờ các pha lập công của Robbie Fowler và Stan Collymore, mỗi người một cú đúp. Các bàn thắng của Newcastle được thực hiện bởi Les Ferdinand, David Ginola và Faustino Asprilla.
Trước trận đấu này, cả hai đội đều đã thất bại ở vòng đấu trước đó nhưng vẫn còn cơ hội giành ngôi vô địch, và đều có chung mục tiêu thu hẹp khoảng cách giữa họ với đội đầu bảng Manchester United. Newcastle – đội đã dẫn trước 10 điểm vào dịp Giáng sinh – đang có phong độ không tốt trong vòng hai tháng qua với chỉ một chiến thắng trong bốn trận đấu vào tháng 3 năm 1996, và để mất ngôi đầu bảng vào tay Manchester United sau khi đã trải qua gần như cả mùa giải ở vị trí đỉnh bảng. Liverpool đã thắng sáu trên chín trận trong tháng 2 và tháng 3, ghi nhiều bàn thắng nhất và để thủng lưới ít nhất cho đến trận đấu này.
Liverpool bắt đầu trận đấu trong tư thế của những người được đánh giá cao hơn và tiền đạo 0 đã ghi bàn thắng đầu tiên của trận đấu. Tiền đạo Les Ferdinand của Newcastle ghi bàn gỡ hòa ở phút thứ mười và cầu thủ chạy cánh David Ginola ghi bàn thứ hai cho Newcastle bốn phút sau đó. Fowler ghi bàn trong thời gian đầu hiệp hai để cân bằng tỷ số nhưng Faustino Asprilla đã tái lập thế dẫn trước ở phút thứ 57. Stan Collymore, người kiến tạo bàn thắng mở điểm của Liverpool, ghi bàn quân bình tỷ số ở phút thứ 68. Trong thời gian cuối trận, Collymore đã ghi bàn thắng thứ hai của mình sau một pha phối hợp với Ian Rush và John Barnes. 
Trận đấu được xem là một trong những trận đấu hay nhất trong lịch sử của Premier League. Huấn luyện viên của Newcastle Kevin Keegan đã gọi đây là một trận đấu "kinh điển" (classic), trong khi huấn luyện viên Roy Evans của Liverpool cho biết "trận đấu có tính giải trí trên hết". Năm 2003, trận đấu này đã được trao giải Trận đấu hay nhất của thập niên nhân kỷ niệm 10 năm ra đời giải Ngoại hạng Anh. Kết quả của trận đấu có tác động đáng kể đến cuộc đua giành ngôi vô địch, khi Man United chỉ để thua một trong các trận đấu còn lại và giành lại ngôi vương từ tay Blackburn Rovers.

## Bối cảnh
Liverpool và Newcastle United là hai trong số những câu lạc bộ lớn nhất và được ủng hộ nồng nhiệt nhất của bóng đá Anh. Mặc dù không giành được một danh hiệu lớn nào kể từ năm 1969, đội bóng vùng Tyneside vẫn được công nhận nhờ vào lực lượng cổ động viên cuồng nhiệt và trung thành – trong suốt 53 trên tổng số 63 mùa giải từ 1946–47 đến 2009–10, trung bình có nhiều người đến xem các trận đấu sân nhà của Newcastle hơn các trận sân nhà của đội vô địch giải đấu. Trong giai đoạn từ năm 1973 đến năm 1990, Liverpool trở thành câu lạc bộ thành công nhất nước Anh với tổng cộng 20 danh hiệu lớn (bao gồm 11 chức vô địch quốc gia) trong vòng 17 năm, mặc dù sau đó họ chỉ giành thêm được một Cúp FA và một Cúp Liên đoàn Anh trong giai đoạn 1991 đến 1996. Hai câu lạc bộ đã gặp nhau năm lần trước đó tại Premier League tính từ khi Newcastle giành quyền thăng hạng và thi đấu ở mùa giải 1993–94, trong đó Newcastle đã thắng ba lần và Liverpool một lần, trận đấu còn lại kết thúc với tỷ số hòa.

## Trước trận đấu
| VT | Câu lạc bộ        | ST | T  | H | B | BT | BB | HS  | Đ  |
| -- | ----------------- | -- | -- | - | - | -- | -- | --- | -- |
| 1  | Manchester United | 32 | 20 | 7 | 5 | 59 | 30 | +29 | 67 |
| 2  | Newcastle United  | 30 | 20 | 4 | 6 | 55 | 28 | +27 | 64 |
| 3  | Liverpool         | 31 | 17 | 8 | 6 | 60 | 27 | +33 | 59 |

Cả hai câu lạc bộ bước vào cuộc đối đầu khi để thua trong các trận đấu của vòng trước đó. Liverpool để thua 0–1 trước Nottingham Forest vào ngày 23 tháng 3 năm 1996, với bàn thắng duy nhất được ghi bởi tiền vệ Steve Stone. Đây là thất bại đầu tiên của Liverpool trong 21 trận đấu gần nhất trên mọi đấu trường. Cùng ngày, Newcastle chịu thất bại 0–2 trước Arsenal, thất bại thứ ba của họ trong năm trận gần nhất. Trận thua của Newcastle đã giúp Manchester United vươn lên đỉnh bảng với ba điểm nhiều hơn vào ngày kế tiếp, nhờ bàn thắng duy nhất của tiền đạo Eric Cantona vào lưới Tottenham Hotspur.
Mặc dù Newcastle đã thi đấu hai trận với Manchester United khi bước vào tháng 4, nhưng lợi thế của họ là rất mong manh so với thời điểm cuối tháng 1, khi họ bỏ xa Man United đến 12 điểm. Khi cả hai đội gặp nhau vào hồi tháng 3 tại St James' Park, Cantona đã lập công cho Manchester United và thủ môn Peter Schmeichel đã có những pha cản phá xuất sắc để ngăn chặn cơ hội ghi bàn của tiền vệ Peter Beardsley và tiền đạo Les Ferdinand. Chiến thắng này là chiến thắng thứ chín liên tiếp của Manchester United tại giải đấu; họ cũng đã đánh bại Newcastle 2–0 trong trận đấu lượt đi tại Old Trafford vào tháng 12 năm 1995.
Liverpool được cho là khó có khả năng giành được chức vô địch của giải đấu. Mặc dù ghi được nhiều bàn thắng nhất và để thủng lưới ít nhất trong tốp ba, nhưng họ lại hòa bốn trận nhiều hơn đội đứng thứ hai là Newcastle. Tuy nhiên, Liverpool đã lọt vào vòng bán kết của Cúp FA, đánh bại Aston Villa 3–0 để tạo nên trận chung kết với Manchester United và khả năng họ sẽ giành cú đúp vô địch quốc gia và cúp quốc gia.

## Diễn biến

### Đội hình
Huấn luyện viên của Newcastle Kevin Keegan đã thực hiện một sự thay đổi so với trận đấu để thua Arsenal trước đó của họ, ông đã thay thế hậu vệ Warren Barton bằng Steve Watson. Họ ra sân với sơ đồ chiến thuật 4–4–2, trong đó Faustino Asprilla và Les Ferdinand đóng vai trò là hai trung phong và David Ginola cùng với Peter Beardsley là những tiền vệ hỗ trợ tấn công. Liverpool đã thay thế Michael Thomas bằng Jamie Redknapp và Dominic Matteo bằng Rob Jones. Huấn luyện viên Roy Evans triển khai một đội hình 3–4–1–2 mà ông đã thử nghiệm trong suốt mùa giải. Steve McManaman làm cầu nối giữa hàng tiền vệ và hậu vệ. Trận đấu ban đầu diễn ra vào ngày 30 tháng 3 năm 1996 nhưng đã được dời lại đến ngày 3 tháng 4 theo quyết định của Premier League và đài truyền hình Sky Sports.

### Diễn biến
Liverpool đã bắt đầu trận đấu và ghi bàn đầu tiên ngay ở phút thứ hai. Stan Collymore, người đã nhận bóng từ tiền vệ cánh trái Jamie Redknapp, tạo ra một đường chuyền ngang trong vòng cấm địa cho Robbie Fowler đánh đầu thành công ở góc xa và là bàn thắng thứ 27 của anh trong mùa giải. Newcastle bắt đầu gây sức ép lên Liverpool và đáp trả bằng bàn thắng gỡ hòa 8 phút sau đó. Tiền đạo Faustino Asprilla vượt qua Neil Ruddock bên cánh phải của Liverpool và chuyền bóng lại cho Ferdinand; sau đó tiền đạo này đã tung cú sút bằng chân phải để hạ gục thủ thành David James. Đến phút thứ 14, Newcastle đã vượt lên dẫn trước. Ferdinand có đường chuyền dọn cỗ cho David Ginola ở cánh trái, rồi anh băng xuống và ghi bàn thắng thứ năm của anh trong mùa giải. Liverpool đã nỗ lực tấn công để tìm kiếm bàn thắng thứ hai, nhưng Fowler đã bỏ lỡ một cơ hội ở gần khung thành, Redknapp sút cận thành từ khoảng cách xa và Steve McManaman đã đánh đầu hụt. Beardsley và David Batty đã phạm lỗi và Batty đã bị phạt thẻ vàng sau pha phạm lỗi với McManaman. Ở phía bên kia, Asprilla và Beardsley đã gần như có thể ghi bàn từ một pha phản công.
Trong khoảng thời gian giữa giờ, hậu vệ Liverpool Mark Wright đã được thay thế bởi Steve Harkness. 9 phút sau khi hiệp hai bắt đầu, Liverpool đã gỡ hòa khi Jason McAteer chuyền bóng đến chân của McManaman đang vượt qua hàng phòng ngự của Newcastle trong vòng cấm địa và kiến tạo cho Fowler, người ghi bàn thắng thứ hai của trận đấu. Tuy nhiên, lợi thế của Liverpool chỉ kéo dài được hai phút, trước khi Newcastle lại vượt lên dẫn 3–2 với pha làm bàn của Asprilla. Newcastle bắt đầu chiếm ưu thế và bỏ lỡ cơ hội gia tăng cách biệt ngay sau bàn thắng của Asprilla: đường chuyền cuối cùng của Ginola đã không đến được vị trí của Ferdinand đang lao vào. Liverpool tiếp tục tấn công và đến phút thứ 67 họ đã san bằng cách biệt một lần nữa. Đường chuyền cong của McAteer đã khiến hàng phòng ngự của Newcastle bối rối và đến chân của Collymore, người đã sút tung lưới của Pavel Srníček.
Cả hai đội đều thực hiện những sự thay đổi trong 15 phút cuối cùng. Hậu vệ Liverpool Rob Jones được thay ra và tiền đạo Ian Rush được tung vào sân; Darren Peacock thế chỗ Steve Howey để thắt chặt hàng phòng ngự của Newcastle. Khi trận đấu tưởng chừng đã kết thúc với tỷ số hòa thì ở những phút bù giờ, Rush và John Barnes bắt đầu thực hiện một loạt pha phối hợp một-hai về phía phần sân của Newcastle. Barnes chuyền bóng cho Collymore ở bên cánh trái; Collymore sút bóng xuyên qua Srníček để ghi bàn thắng thứ hai của mình trong trận đấu, và mang đến niềm vui cho đội nhà. Ở chiều ngược lại, Keegan tỏ ra đau đớn và ngã gục trước những tấm biển quảng cáo.

### Kết quả
| Liverpool                             | 4–3 | Newcastle United                          |
| ------------------------------------- | --- | ----------------------------------------- |
| Fowler 2', 55' · Collymore 68', 90+2' |     | Ferdinand 10' · Ginola 14' · Asprilla 57' |

| Liverpool | Newcastle United |

|                  |    |                 |  |     |
|                  |    |                 |  |     |
| TM               | 1  | David James     |  |     |
| HV               | 5  | Mark Wright     |  | 45' |
| HV               | 12 | John Scales     |  |     |
| HV               | 25 | Neil Ruddock    |  |     |
| HV               | 4  | Jason McAteer   |  |     |
| TV               | 15 | Jamie Redknapp  |  |     |
| TV               | 10 | John Barnes     |  |     |
| TV               | 2  | Rob Jones       |  | 85' |
| TV               | 17 | Steve McManaman |  |     |
| TĐ               | 8  | Stan Collymore  |  |     |
| TĐ               | 23 | Robbie Fowler   |  |     |
| Dự bị:           |    |                 |  |     |
| TM               | 26 | Tony Warner     |  |     |
| HV               | 22 | Steve Harkness  |  | 45' |
| TĐ               | 9  | Ian Rush        |  | 85' |
| Huấn luyện viên: |    |                 |  |     |
| Roy Evans        |    |                 |  |     |

|                  |    |                   |          |     |
|                  |    |                   |          |     |
| TM               | 1  | Pavel Srníček     |          |     |
| HV               | 19 | Steve Watson      |          |     |
| HV               | 6  | Steve Howey       |          | 82' |
| HV               | 27 | Philippe Albert   |          |     |
| HV               | 3  | John Beresford    |          |     |
| TV               | 8  | Peter Beardsley   | Thẻ vàng |     |
| TV               | 22 | David Batty       | Thẻ vàng |     |
| TV               | 7  | Robert Lee        |          |     |
| TV               | 14 | David Ginola      |          |     |
| TĐ               | 11 | Faustino Asprilla |          |     |
| TĐ               | 9  | Les Ferdinand     |          |     |
| Dự bị:           |    |                   |          |     |
| HV               | 4  | Darren Peacock    |          | 82' |
| TV               | 18 | Keith Gillespie   |          |     |
| TV               | 10 | Lee Clark         |          |     |
| Huấn luyện viên: |    |                   |          |     |
| Kevin Keegan     |    |                   |          |     |

## Sau trận đấu
— Huấn luyện viên Liverpool Roy Evans phát biểu sau trận.
Sau trận đấu, Kevin Keegan nói rằng vẫn còn "một chặng đường dài phía trước" trong cuộc đua giành danh hiệu, bất chấp kết quả của trận đấu. Ông tán dương cả hai đội và tính chất của trận đấu, nhưng từ chối thỏa hiệp với phong cách bóng đá cởi mở của Newcastle. Huấn luyện viên của Liverpool Roy Evans cho biết không đội nào có thể "giành chức vô địch khi chơi như thế" và thừa nhận đội bóng của ông đã thoát khỏi tình cảnh "chơi hai đấu hai, một đối một, ở hàng thủ".
Stan Collymore, người ghi bàn thắng thứ tư của Liverpool, tin rằng kết quả này đã làm rộng mở cuộc đua đến chức vô địch. Steve McManaman nói thêm rằng trận đấu đã hoàn thành một "tuần lễ lớn" cho đội bóng lọt vào trận chung kết của Cúp FA. Anh cũng khen ngợi màn trình diễn của Newcastle trong trận này, gọi họ là một "đội bóng tuyệt vời" sở hữu "phẩm chất để tái hiện lại phong độ tốt nhất của mình.

## Hệ quả

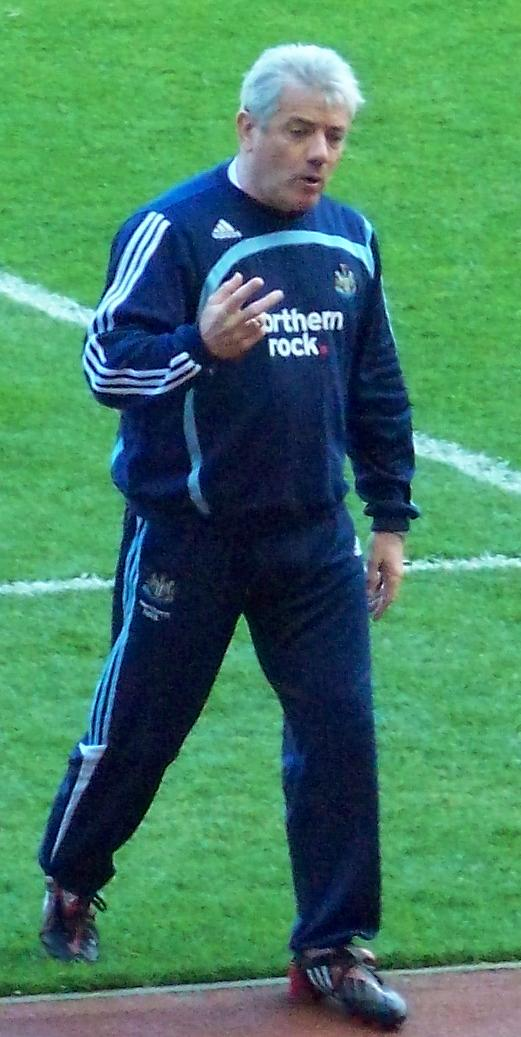
Huấn luyện viên Kevin Keegan

Hy vọng vô địch quốc gia của Newcastle đã bị ảnh hưởng bởi kết quả của trận đấu. Cho dù ba ngày sau họ đã đánh bại Queens Park Rangers, nhưng ở vòng đấu kế tiếp, họ lại để thua trước Blackburn Rovers khi để cho đối thủ chọc thủng lưới hai lần trong mười phút cuối trận. Thất bại này khiến Newcastle bị Manchester United bỏ xa đến 6 điểm trên bảng xếp hạng khi giải đấu chỉ còn năm vòng. Sau trận đấu Newcastle thắng Leeds United vào ngày 30 tháng 4 năm 1996, Keegan trong một lần phát biểu trên truyền hình đã lên tiếng chỉ trích huấn luyện viên Alex Ferguson của Man United đã có những chiêu trò nhằm kích động các cầu thủ Leeds, và nói rằng ông "sẽ rất thích thú nếu chúng tôi đánh bại họ" trên con đường đến chức vô địch. Ferguson, người cáo buộc Leeds đã "lừa dối" huấn luyện viên của họ trong trận đấu tại Old Trafford hai tuần trước đó, đã bị báo chí nhận xét là đang chơi trò tâm lý trước các đối thủ cạnh tranh trực tiếp. Newcastle đứng thứ hai khi kết thúc mùa giải, kém 5 điểm so với đội đầu bảng Man United, dẫn đến việc Keegan nộp đơn từ chức song đã bị ban lãnh đạo Newcastle từ chối vào mùa hè. Tháng 1 năm 1997, Keegan chính thức rời băng ghế huấn luyện, tự nhận rằng ông đã "làm được những gì có thể làm tại Newcastle.
Liverpool tỏ ra vật lộn trong chuyến làm khách tiếp theo trên sân của Coventry City, và thua 0–1. Hai chiến thắng và ba trận hòa trong các trận còn lại giúp Liverpool cán đích ở vị trí thứ ba – thành tích tốt nhất của Liverpool kể từ khi Premier League được thành lập. Ở trận chung kết Cúp FA, Liverpool chịu thất bại trước Manchester United bởi bàn thắng duy nhất của Eric Cantona ở phút thứ 85.
Trận đấu này được xem là trận đấu hay nhất Premier League kể từ khi thành lập. Tổng thư ký FIFA Sepp Blatter đã ca ngợi Kevin Keegan về triết lý bóng đá tấn công của ông và đích thân gửi cho Keegan một lá thư fax khen ngợi "thái độ tích cực mà ông mang đến cho trò chơi của chúng tôi". Phản ánh về kết quả trận đấu, tiền vệ David Ginola quả quyết rằng nếu Newcastle giữ được kết quả dẫn trước 3–2, họ đã có thể giành được chức vô địch. Trong đợt kỷ niệm 10 năm Premier League, trận đấu này đã được bình chọn là trận đấu hay nhất thập niên từ các cổ động viên và các chuyên gia, nhà bình luận bóng đá. Năm 2011, Sky Sports đã kỷ niệm 20 năm thành lập với bản tổng hợp 20 trận đấu Premier League hay nhất được chiếu trực tiếp trên kênh này; trận đấu đã xếp trên trận Derby Manchester diễn ra tại Old Trafford vào ngày 20 tháng 9 năm 2009 để giành vị trí số một. Tháng 5 năm 2012, trận đấu đã cán đích ở vị trí thứ hai sau trận derby Manchester ngày 20 tháng 9 năm 2009 trong Giải thưởng kỷ niệm 20 năm Premier League cho trận đấu hay nhất.
Khi Liverpool và Newcastle gặp lại nhau tại Anfield vào ngày 11 tháng 3 năm 1997 tại lượt về mùa bóng 1996–97, tỷ số của trận đấu này cũng tương tự như kết quả của trận đấu năm 1996. Liverpool dẫn trước Newcastle 3–0 khi kết thúc hiệp 1, nhưng Newcastle đã gỡ lại ba bàn chỉ trong 17 phút trước khi Fowler ấn định kết quả cho Liverpool.
Vào tháng 10 năm 2011, nhằm gây quỹ cho một số tổ chức từ thiện, trong đó có NSPCC và Tổ chức Sir Bobby Robson, cả hai đội bóng đã tổ chức một trận đấu nhằm tái hiện cuộc đối đầu ngày 3 tháng 4 năm 1996. Trận đấu được tổ chức tại Kingston Park, sân nhà của Newcastle Falcons; nhiều cựu cầu thủ của Liverpool và Newcastle United đã tham gia, trong đó có Jason McAteer, Alan Shearer, Philippe Albert và Bruce Grobbelaar.

## Chú ý
1. ↑  Về sau trở thành chủ tịch FIFA.